# Agrypon chinense
Agrypon chinense là một loài tò vò trong họ Ichneumonidae.